# Nealcidion latipenne
Nealcidion latipenne är en skalbaggsart som först beskrevs av Bates 1863.  Nealcidion latipenne ingår i släktet Nealcidion och familjen långhorningar.
Artens utbredningsområde är Nicaragua. Inga underarter finns listade i Catalogue of Life.